# Liste der Bodendenkmäler in Nassenfels
Auf dieser Seite sind die Bodendenkmäler in dem oberbayerischen Markt Nassenfels zusammengestellt. Diese Tabelle ist eine Teilliste der Liste der Bodendenkmäler in Bayern. Grundlage ist die Bayerische Denkmalliste, die auf Basis des Bayerischen Denkmalschutzgesetzes vom 1. Oktober 1973 erstmals erstellt wurde und seither durch das Bayerische Landesamt für Denkmalpflege geführt wird. Die folgenden Angaben ersetzen nicht die rechtsverbindliche Auskunft der Denkmalschutzbehörde.

## Bodendenkmäler in Nassenfels
| Lage                  | Objekt | Akten-Nr.     | Bild           |
| --------------------- | --- | ------------- | -------------- |
| Adelschlag (Standort) | Wallanlage der Spätlatènezeit und der römischen Kaiserzeit. | D-1-7133-0015 | weitere Bilder |
| Nassenfels (Standort) | Straße der Römischen Kaiserzeit. | D-1-7133-0090 |                |
| Nassenfels (Standort) | Straße der römischen Kaiserzeit. | D-1-7133-0091 |                |
| Nassenfels (Standort) | Grabhügel vorgeschichtlicher Zeitstellung. | D-1-7133-0092 |                |
| Nassenfels (Standort) | Siedlung des Neolithikums. | D-1-7133-0096 |                |
| Nassenfels (Standort) | Siedlung des Neolithikums und der Frühbronzezeit. | D-1-7133-0099 |                |
| Nassenfels (Standort) | Mittelalterliche und frühneuzeitliche Befunde im Bereich der Kath. Kapelle St. Johannes Baptist bei Wolkertshofen. | D-1-7133-0105 |                |
| Nassenfels (Standort) | Mittelalterliche und frühneuzeitliche Marktsiedlung Nassenfels. | D-1-7133-0106 |                |
| Nassenfels (Standort) | Siedlung vorgeschichtlicher Zeitstellung, Villa suburbana der römischen Kaiserzeit sowie Siedlung, Kirche und Gräber des Frühmittelalters. | D-1-7133-0145 |                |
| Nassenfels (Standort) | Brandgräber vor- und frühgeschichtlicher Zeitstellung. | D-1-7133-0146 |                |
| Nassenfels (Standort) | Siedlung vor- und frühgeschichtlicher Zeitstellung. | D-1-7133-0148 |                |
| Nassenfels (Standort) | Siedlung vor- und frühgeschichtlicher Zeitstellung. | D-1-7133-0149 |                |
| Nassenfels (Standort) | Siedlung der Urnenfelderzeit und der Latènezeit. | D-1-7133-0150 |                |
| Nassenfels (Standort) | Straße der Römischen Kaiserzeit. | D-1-7133-0151 |                |
| Nassenfels (Standort) | Straße der Römischen Kaiserzeit. | D-1-7133-0152 |                |
| Nassenfels (Standort) | Schlagplatz des Mittelpaläolithikums$ Siedlung vorgeschichtlicher Zeitstellung. | D-1-7133-0153 |                |
| Nassenfels (Standort) | Siedlung vorgeschichtlicher Zeitstellung. | D-1-7133-0155 |                |
| Nassenfels (Standort) | Grabhügel vorgeschichtlicher Zeitstellung. | D-1-7133-0157 |                |
| Nassenfels (Standort) | Straße der Römischen Kaiserzeit. | D-1-7133-0160 |                |
| Nassenfels (Standort) | Untertägige mittelalterliche und neuzeitliche Teile im Bereich der Kirche von Meilenhofen. | D-1-7133-0314 |                |
| Nassenfels (Standort) | Mittelalterliche und frühneuzeitliche Befunde im Bereich der Kirche von Zell a.d. Speck. | D-1-7133-0315 |                |
| Nassenfels (Standort) | Freilandstation des Paläo- und Mesolithikums, Siedlung des Neolithikums. | D-1-7133-0339 |                |
| Nassenfels (Standort) | Brandgräber der römischen Kaiserzeit. | D-1-7133-0340 |                |
| Nassenfels (Standort) | Siedlung der Bronze- und Latènezeit. | D-1-7133-0341 |                |
| Nassenfels (Standort) | Brandgräber der römischen Kaiserzeit, Körpergräber des frühen Mittelalters. | D-1-7133-0342 |                |
| Nassenfels (Standort) | Freilandstation des Paläolithikums und des Mesolithikums, Siedlungen der Vorgeschichte (Neolithikum bis Latènezeit), der römischen Kaiserzeit, des Frühmittelalters und des Hochmittelalters$ Brandgräber der frühen Urnenfelderzeit und der römischen Kaiserzeit. | D-1-7133-0344 |                |
| Nassenfels (Standort) | Siedlung des Neolithikums, der Bronzezeit und der Urnenfelderzeit. | D-1-7133-0345 |                |
| Nassenfels (Standort) | Siedlung des Neolithikums, der Bronzezeit, der Hallstattzeit, der Latènezeit und der römischen Kaiserzeit sowie Gräber der Urnenfelderzeit und des frühen Mittelalters.                                                                                            | D-1-7133-0346 |                |
| Nassenfels (Standort) | Kastell und Vicus der römischen Kaiserzeit, Siedlung der Bronze-, Späthallstatt- und Frühlatènezeit, Körpergräber der Glockenbecher- und Latènezeit. | D-1-7133-0347 |                |
| Egweil (Standort)     | Siedlung des Neolithikums, darunter der Linearbandkeramik, der Bronzezeit und der römischen Kaiserzeit. | D-1-7233-0078 |                |
| Ingolstadt (Standort) | Siedlung des Neolithikums, der Bronzezeit und der Latènezeit. | D-1-7233-0079 |                |
| Nassenfels (Standort) | Siedlung vor- und frühgeschichtlicher Zeitstellung. | D-1-7233-0131 |                |
| Nassenfels (Standort) | Siedlung des frühen Mittelalters sowie mittelalterliche und frühneuzeitliche Befunde im Bereich der Kath. Filialkirche St. Quirinus in Wolkertshofen. | D-1-7233-0135 |                |
| Nassenfels (Standort) | Mittelalterliche und frühneuzeitliche Befunde im Bereich der Kath. Pfarrkirche St. Nikolaus in Nassenfels, Friedhof mit vermutlich mittelalterlichen und neuzeitlichen Gräbern, römische Spolien (Inschriftensteine).                                              | D-1-7233-0139 |                |
| Nassenfels (Standort) | Mittelalterliche Burg, Freilandstation des Paläolithikums, Freilandstation und Bestattungen des Mesolithikums, Siedlung des Neolithikums, der Latènezeit und der Römischen Kaiserzei.                                                                              | D-1-7233-0155 |                |
| Nassenfels (Standort) | Straße der Römischen Kaiserzeit. | D-1-7233-0156 |                |
| Egweil (Standort)     | Straße der römischen Kaiserzeit. | D-1-7233-0190 |                |
| Nassenfels (Standort) | Siedlung des Frühmittelalters. | D-1-7233-0426 |                |
| Nassenfels (Standort) | Siedlung des Jungneolithikums, der Bronzezeit, der römischen Kaiserzeit (villa rustica) und des Mittelalters. | D-1-7233-0427 |                |
| Nassenfels (Standort) | Gräber des frühen Mittelalters. | D-1-7233-0544 |                |